# William F. Garrison

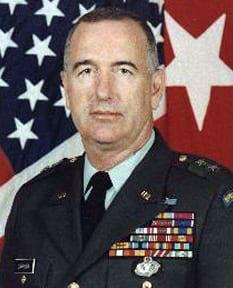
William F. Garrison

William F. Garrison (* 27. Juni 1944 in Mineral Wells, Texas) ist ein US-amerikanischer Offizier und ehemaliger Generalmajor der US-Armee, der die Operation Gothic Serpent im Jahr 1993 in Mogadischu (Somalia) leitete, die aufgrund hoher Verluste zu einem Abzug der US-Armee führte.

## Biografie
Garrison erwarb an der University of Texas–Pan American einen Bachelor in Betriebswirtschaftslehre und an der Sam Houston State University einen Master of Business Administration. 
Garrison  trat 1966 in die US-Armee ein. In den 1980er-Jahren war er als Oberst unter anderem Kommandeur der Delta Force in Fort Bragg (North Carolina). Von 1992 bis 1994 war er als Brigadegeneral und Generalmajor innerhalb des US Joint Special Operations Command eingesetzt.
Er war für die am 3. Oktober 1993 in Mogadischu versuchte Verhaftung des Milizenführers Mohammed Farah Aidid beziehungsweise einiger wichtiger Berater Aidids verantwortlich. Diese Operation war teilweise erfolgreich, dennoch starben 18 Amerikaner, ein Malaie und etwa 1000 Somalis bei den Straßenkämpfen während der Operation Gothic Serpent, die als Schlacht von Mogadischu bekannt wurde.
Er diente von 1995 bis 1996 am John F. Kennedy Special Warfare Center. Garrison ging im August 1996 in den Ruhestand, einen Tag nach Aidids Tod.

## Rezeption
Garrison und die Schlacht von Mogadischu sind die Grundlage für den Film Black Hawk Down, in dem der Offizier von Sam Shepard dargestellt wurde.

## Auszeichnungen
Auswahl der Dekorationen, sortiert in Anlehnung der Order of Precedence of Military Awards:
- Defense Distinguished Service Medal
- Legion of Merit
- Bronze Star (4 ×)
- Purple Heart
- Meritorious Service Medal (3 ×)
- Air Medal